# Spumă cuantică
Spuma cuantică (altă denumire spuma spațiu-timp) este un concept în mecanica cuantică elaborat de John Wheeler în 1955. Spuma se presupune a fi conceptualizată ca fundament al texturii universului.
În plus, spuma cuantică poate fi folosit ca o descriere calitativă a turbulențelor subatomice de spațiu-timp la distanțe extrem de mici (de ordinul lungimii Planck). La o scară așa de mică de timp și spațiu, principiul incertitudinii al lui Heisenberg permite energiei să se descompună rapid în particule și antiparticule și apoi să se anihileze fără a încălca legile fizice ale conservării. Odată ce scara de timp și spațiu se micșorează, energia particulelor virtuale crește. Conform teoriei lui Einstein a relativității generale, energia curbează continuumul spațiu-timp. Acest lucru sugerează faptul că - la scări suficient de mici - energia acestor fluctuații ar fi suficient de mare pentru a provoca abateri semnificative ale spațiu-timp-ului observate la scări mai mari, oferind spațiu-timp-ului o caracteristică „spumoasă”.